# Žitenice
Žitenice – miejscowość i gmina (obec) w Czechach, w kraju usteckim, w powiecie Litomierzyce. W 2022 roku liczyła 1593 mieszkańców.